# Designs, Codes and Cryptography
Designs, Codes and Cryptography est une revue mathématique mensuelle à évaluation par les pairs publiée par  Springer Science+Business Media.

## Description
La revue publie des articles en design, théorie des codes, cryptographie, et des domaines liés comme les corps finis, les géométries finies, les plane d'expérience. La revue est orientée vers les mathématiques, mettant l'accent sur les aspects algébriques et géométriques des domaines qu'il couvre. 
Le journal a été fondé en 1991. À l'époque, il était trimestriel, puis il publiait plusieurs volumes dans l'année. Il y a eu des numéros spéciaux pour des actes de colloques ou pour honorer des membres de la communauté scientifique. 

## Impact
D'après le SCI Journal d'une revue.
D'après le  Journal Citation Reports, la revue avait, en 2020, un facteur d'impact SJR Impact Factor  plus faible : 0,898. Le site de la revue indique, pour 2020, le facteur 1,492. La version anglais est référencée par les bases de données usuelles du groupe Springer, et notamment MathSciNet et Zentralblatt MATH. À titre d'illustration, le volume 89, de 2021, comporte près de 2900 pages.